# كلارنس هوليداي
كلارنس هوليداي (بالإنجليزية: Clarence Holiday)‏ هو عازف قيثارة جاز وموسيقي أمريكي، ولد في 23 يوليو 1898 في بالتيمور في الولايات المتحدة، وتوفي في 1 مارس 1937 في دالاس في الولايات المتحدة.

## وصلات خارجية
- كلارنس هوليداي على موقع ميوزك برينز (الإنجليزية)
- كلارنس هوليداي على موقع أول ميوزيك (الإنجليزية)
- كلارنس هوليداي على موقع ديسكوغز (الإنجليزية)